# Sergei Anatoljewitsch Preminin
Sergei Anatoljewitsch Preminin (russisch Сергей Анатольевич Преминин, wiss. Transliteration Sergej Anatol'evič Preminin; * 18. Oktober 1965 in Skornjakowo, Oblast Wologda; † 3. Oktober 1986 auf  K-219) war Besatzungsmitglied des sowjetischen U-Boots K-219 und verhinderte unter Einsatz seines Lebens eine Kernschmelze. Er wurde posthum zum Helden der Russischen Föderation ernannt.

## Leben
Preminins Vater war Elektriker und seine Mutter arbeitete in einer Flachsfabrik. Das Ehepaar hatte drei Söhne. Sergei besuchte die Schule in der Stadt Krassawino und entschied sich, in die Fußstapfen seines älteren Bruders zu treten. Wie Nikolai absolvierte er die Ingenieurhochschule in Weliki Ustjug in der Oblast Wologda. Am 23. Oktober 1984 wurde Sergei zur sowjetischen Marine eingezogen. Er diente auf der K-219, einem sowjetischen strategischen atomgetriebenen Unterseeboot.
Zu Details hinsichtlich des Unfalls, siehe K-219.
Preminin starb am 3. Oktober 1986 in der heißen Reaktorkammer des U-Bootes, als er mittels einer Reaktorschnellabschaltung eine drohende Kernschmelze verhinderte. Posthum erhielt er dafür den Orden des Roten Sterns.

## Ehrungen
- Per Ukas Nr. 844 des russischen Präsidenten vom 7. August 1997 wurde er postum zum Helden der Russischen Föderation ernannt.
- In dem Ort Krasawino wurde ein Denkmal zu seinen Ehren errichtet.
- In der geschlossenen Stadt Gadschijewo  wurde ein Denkmal errichtet; dort wurden auch eine Straße und zwei Schulen nach ihm benannt.

## Rezeption
Der Untergang des U-Bootes und Preminins Rolle dabei waren Vorlage für den US-amerikanischen Thriller Hostile Waters – Ein U-Boot-Thriller, der 1997 unter der Regie von David Drury von den Warner Bros. produziert wurde. Rob Campbell spielte die Rolle des Preminin.
| Personendaten    | Personendaten |
| ---------------- | --- |
| NAME             | Preminin, Sergei Anatoljewitsch                                                                                                  |
| ALTERNATIVNAMEN  | Преминин, Сергей Анатольевич (russisch)                                                                                          |
| KURZBESCHREIBUNG | russischer Militär, Besatzungsmitglied des sowjetischen U-Boots K-219, verhinderte unter Einsatz seines Lebens eine Kernschmelze |
| GEBURTSDATUM     | 18. Oktober 1965 |
| GEBURTSORT       | Skornjakowo, Oblast Wologda |
| STERBEDATUM      | 3. Oktober 1986 |